# Алиханова, Фируза Мамедгулу кызы
Фируза Алиханова Мамедгулу кызы (азерб. Firuzə Məmmədqulu qızı Əlixanova; 10 сентябрь 1901, Ордубад – 23 ноябрь 1994, Нахичевань) — азербайджанская актриса театра. Народная артистка Азербайджанской ССР (1974 год).

## Биография
Фируза Алиханова родилась 10 сентября 1917 года в Ордубаде. Она получила образование в местной восьмилетней школе, а затем поступила в Нахичеванский техникум сельского хозяйства. Благодаря поддержке Самеда Мовлави, в 1932 году студентка была приглашена в Нахичеванский музыкальный драматический театр в качестве актрисы. Работавшая на сцене 45 лет, актриса в 1977 году ушла со сцены.
Фируза Алиханова скончалась 23 ноября 1994 года в Нахичеване.

## Творчество
Впервые Фируза Алиханова вышла на сцену в 1932 году в роли Асьи ("Аршин мал алан", У. Гаджибеков). Творчество актрисы связано с Нахчыванским государственным музыкально-драматическим театром имени Дж. Мамедкулизаде. Помимо драматических представлений, она создала сценические образы и в музыкальных произведениях.
Роли
- "Алмаз", Дж. Джаббарлы - Алмаз
- "Фархад и Ширин", С. Вургун - Ширин
- "Гачаг Наби", С. Рустам - Хаджар
- "Невинные преступники", А. Островский - Кручинина
- "Шейх Сенан", Г.Джавид - Нина
- "Фархад и Ширин", С. Вургун - Мехмане бану
- "Вагиф", С. Вургун - Гюльнар
- "Свекровь", М. Шамхалов - Дженнет
- "Невеста двух господ", К. Гольдони - Беатриче
- "Хаджи Кара", М. Ахундов - Тукез
- "Пери-джаду", Э. Хагвердиев - Хафиза ханым
- "Книга моей мамы", Дж. Мамедкулизаде - Захрабейим
- "Свадьба", Сабит Рагимов - Зальха
- "Любовь и месть", Сулейман Сани Ахундов - Гячер ханым
- "Отелло", У. Шекспир  - Эмилия
- "Гамлет", У. Шекспир - Гертруда

Роли в операх и опереттах
- "Лейли и Меджнун" - Лейли
- "Эсли и Керем" - Эсли
- "Муж и жена" - Миннет ханым
- "Мешеди Ибад" -  Гюльназ
- "Аршин мал алан" - Гюльчехра и тетя Джахан
- "Любовник-страннык" - Шахсенем
- "Дурна" - Лале
- "Мы сами знаем" - Шола ханым

### Фильмография
- Севиль (фильм, 1970)

## Звания и награды
- Почетное звание Заслуженный артист Азербайджанской ССР  —  24 мая 1960 [2]
- Почетное звание Народный артист Азербайджанской ССР — 4 октября 1974[3]